# Yumeya Dream Cup
De Yumeya Dream Cup was een jaarlijks golftoernooi in Japan, dat deel uitmaakte van de Ladies Asian Golf Tour. Het werd opgericht in 2011 als het Yumeya Championship en vond telkens plaats op de Hirao Country Club in Nagoya.
Het werd gespeeld in drie ronden (54-holes) en na de tweede ronde werd de cut toegepast.

## Winnaressen
| Jaar                | Winnares            | Score               | Score               | Info                |
| Yumeya Championship | Yumeya Championship | Yumeya Championship | Yumeya Championship | Yumeya Championship |
| ------------------- | ------------------- | ------------------- | ------------------- | ------------------- |
| 2011                | Sakura Yokomine     | 208                 | –8                  | [ 1 ]               |
| Yumeya Dream Cup    |                     |                     |                     |                     |
| 2012                | Pei Lin Yu          | 217                 | +1                  | [ 2 ]               |
| 2013                | Yumika Adachi       | 210                 | –6                  | [ 3 ]               |

| Toernooirecord |